# 曾其祥
曾其祥（1985年8月28日—），出生於廣東省梅州市梅縣區，中国的職業足球運動員，司職前鋒，現時效力澳門甲組足球聯賽球隊名門世家加義。

## 球員生涯
出生於廣東省梅州市梅縣區的曾其祥，2003年入選廣東省全運隊，參加2005年的第十屆全運會，同年並入選廣東隊，參加過省港盃足球賽。2006年加盟宁波华奥，参加中国足球乙级联赛（南区）的比赛，2007年追隨中國國家青年足球隊教練翟飈，加盟FC四川。
2008年四川大地震後，因FC四川內部情況混亂，曾其祥遂來港加盟香港甲組足球聯賽地區球隊天水圍飛馬。
2009年1月，以借將身份加盟東方，同年7月转投中甲球队广东日之泉。
2010年，加盟澳門甲組足球聯賽勁旅名門世家加義。

## 著名事件
2008年10月8日晚，天水圍飛馬首次以元朗大球場作為主場，迎戰南華。天水圍飛馬教練列卡度於61分鐘派出曾其祥後備入替黃展鴻，由於當時天水圍飛馬場內已有六名外援球員，屬於國援身份的曾其祥上陣後，令天水圍飛馬有多達七名非本地球員同時上陣，違反了足總該屆香港甲組足球聯賽非本地球員註八出六的規定，故此雖然天水圍飛馬於比賽中以3－2擊敗南華，最終被足總判輸0－3

## 外部連結
- 澳門足球總會網頁球員註冊資料 （页面存档备份，存于）